# Griff

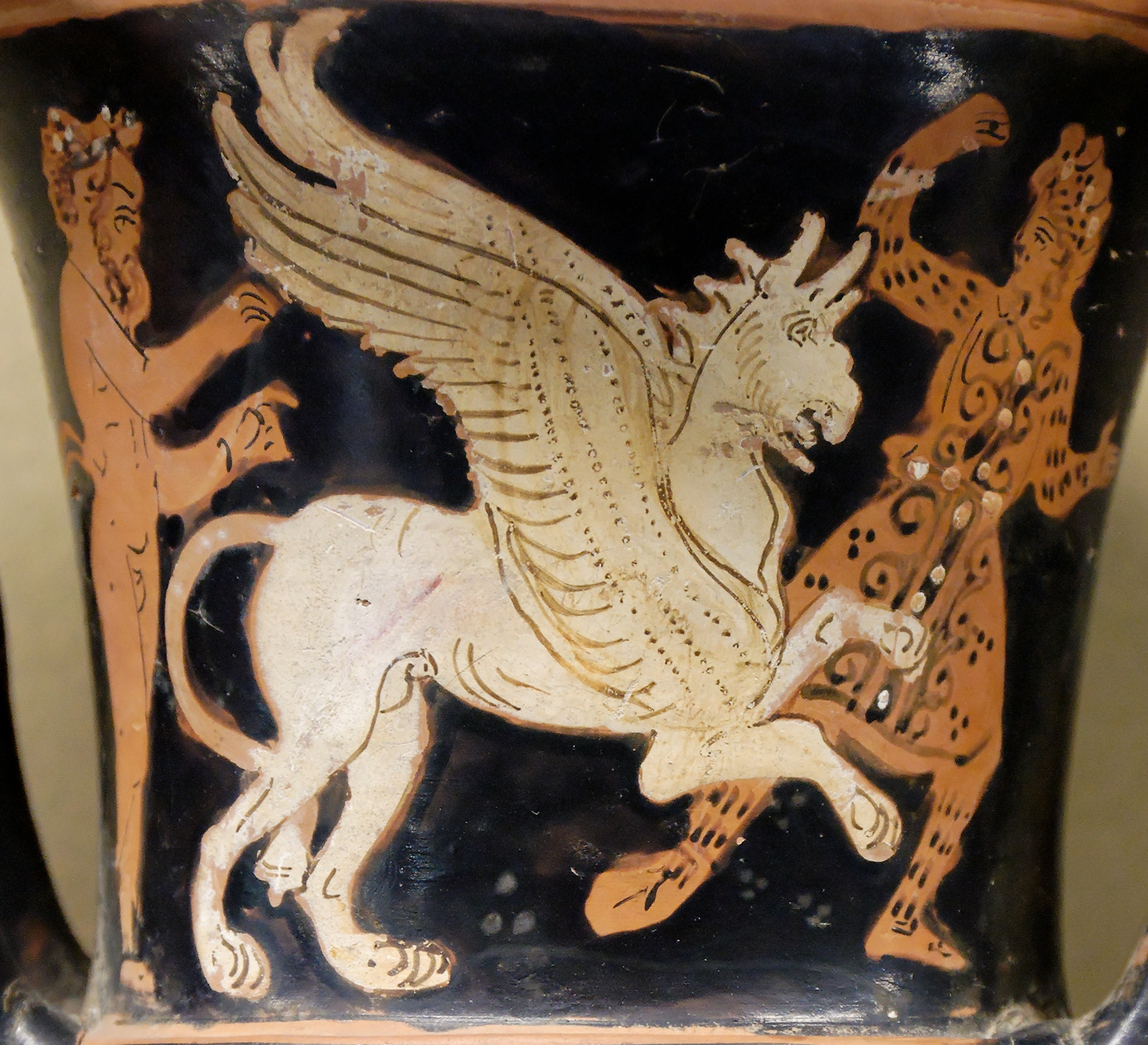
Griff ábrázolása egy Eretriából származó attikai vörös alakos váza oldalán (i. e. 375–350). Bal oldalon szatír, jobb oldalon arimaszp látható

A griff vagy más néven griffmadár – görög: γρύφων, grüphón vagy γρύπων, grüpón, korai formája γρύψ, grüpsz; latin: gryphus; török és perzsa szimurg – mesebeli állat. Teste az oroszlánéhoz, feje és szárnyai a saséhoz hasonlók. Ahogy hagyományosan az oroszlánt tekintették a szárazföldi állatok, a sast pedig a madarak királyának, úgy a griffet is különösen hatalmas, fenséges állatnak, minden teremtmény urának tartották. Neve görögül csőrt, kampós orrot jelent.

## Szerepe

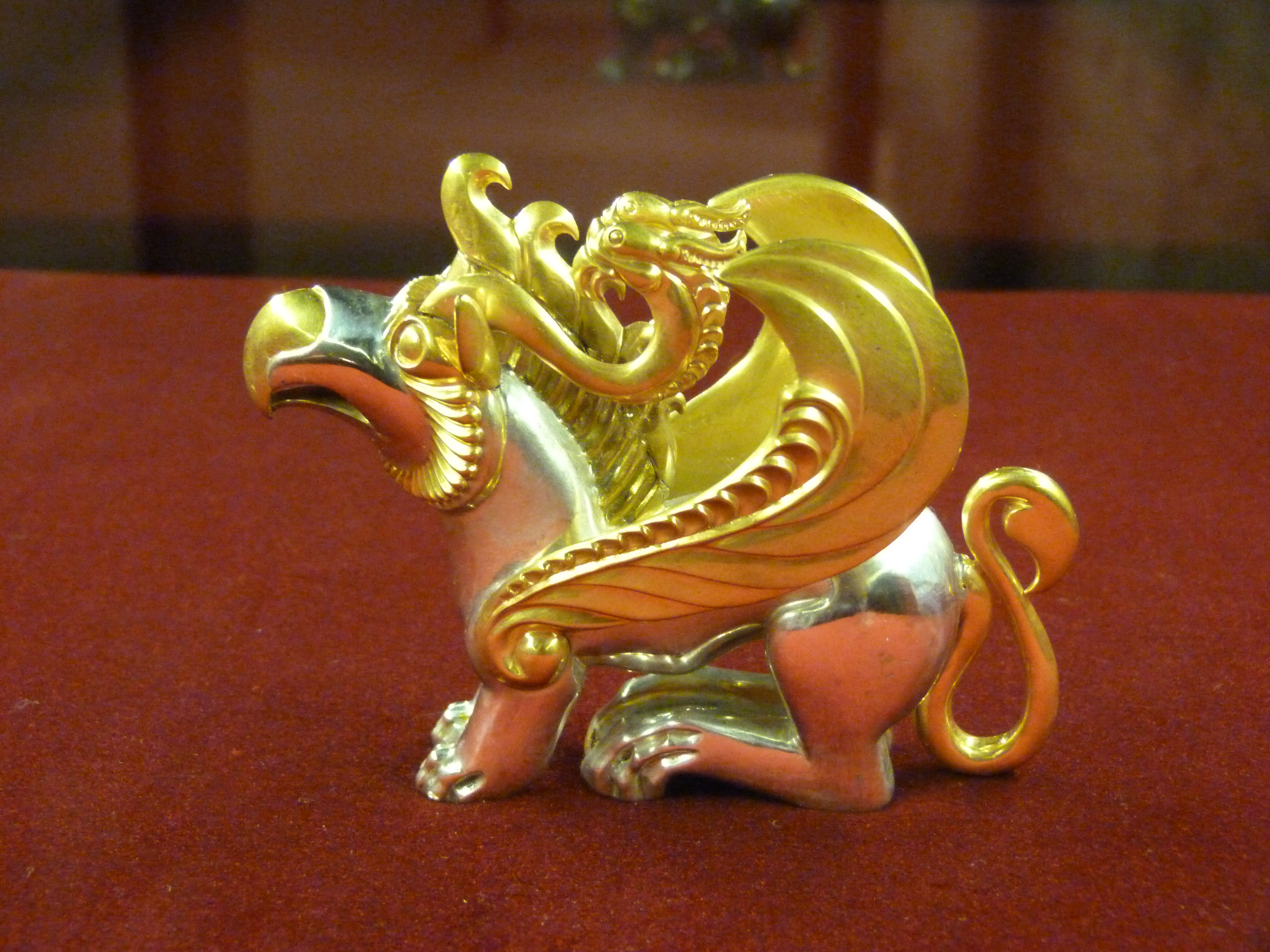
Tigris testű griff, Berel kurgán, Kazahsztán

A griff hatalmas kincs, a gazdagság őrzőjeként is ismert volt. Adrienne Mayor, ókorral foglalkozó néprajztudós szerint a griff alakját a Protoceratops ásatag maradványairól – az Altaj hegység aranybányáiból kerültek elő a mai Kazahsztán területén – mintázták. Ennek a dinoszaurusznak papagájéra emlékeztető görbe csőre volt, szárnya viszont nem, így a korabeli emberek nézhették madár és négylábú állat hibridjének.
Az ókorban a griff az isteni hatalmat jelképezte, és egyben az istenvilág védelmezőjének tekintették. Néhányan úgy gondolják, a griff kapcsolatba hozható a kerubokkal is.
Az egyik legnépszerűbb mesebeli lény, ábrázolásaival a mai napig találkozhatunk. A griff visszaköszön a festményekről, szobrokról, regényekből, és a mesebeli lények közül a legnépszerűbb heraldikai alakká vált a középkorban.
A griff alakja megjelenik magyar népmesékben is. A Fehérlófia-mesék hőse az alvilágból, ahol feladatát – a sárkányok legyőzését és a királylányok kiszabadítását – elvégezte, egy griff hátán utazik a felső világba. „Az út során saját combja húsával kénytelen etetni a griffet, hogy annak legyen ereje fölrepülni vele az alvilágból”, írja Jankovics Marcell.

## Életmódja
E kérdésről az ókori tudósok sokat vitáztak. Ám egy dologban egyetértettek: a griff kedveli a barátságtalan, kopár, sziklás hegyoldalakat, olyan helyeket „ahol a madár se jár”, azaz a gondolatok világában (mennyek országa) is él.
A griffek nagy testű állatokra vadásztak. A magasból csaptak le, és erős karmaik és szárnyaik segítségével a levegőbe ragadták áldozatukat, majd lakhelyükre vitték, ahol kampós csőrükkel marcangolták szét a prédát.
Fészküket sziklákra vagy barlangok mélyére rakták; itt védve voltak mindenféle vadállattól. Tojásaik állítólag kristályhéjúak voltak. A leírások szerint a griffek egész életükben hűségesek voltak, ha társuk elpusztult, örökre magukra maradtak.

## Csak mese

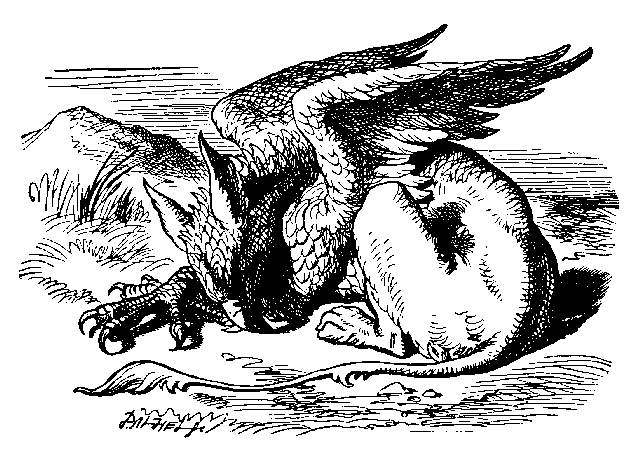
Sir John Tenniel griff ábrázolása Lewis Carroll Alice Csodaországban című művéhez

Különböző hiedelmek keringtek róluk, közülük íme néhány:
A griffeket állítólag – a szarkához hasonlóan – megbabonázza az arany és mindenféle drágakő csillogása.
Tollaik gyógyítják a vakságot.
Ha mérgezett italt griffkaromból készült pohárba öntenek, az ital elszíneződik.
Nagy Sándor egyszer elfogott két griffmadarat, és kiéheztette őket. A két griff, miután kiszabadult, megragadta Nagy Sándort, aki hét nap, hét éjszaka repült velük.

## A griff leírása

A Szászánida Birodalom jelvénye, a szimurg

A griff (fr: griffon, en: griffin, gryphon) a leggyakoribb képzeletbeli lény a heraldikában. Oroszlán teste van s farka, feje, szárnyai, lábai, karmai pedig a saséra hajaznak. Fülei az oroszlánéhoz hasonlítanak, miáltal a griff feje jól megkülönböztethető a sas fejétől. Szokványos testtartása ágaskodó.
E nagy „madár”, illetve mesebeli lény alakját az ázsiai pusztákon honos sas-, keselyű- és sólyomfajok, valamint az ázsiai oroszlán (Panthera leo persica), a szibériai tigris (Panthera tigris altaica) és a kaszpi tigris (Panthera tigris virgata) mintája alapján gyúrhatták össze.
Az angol heraldikában előfordul a szárnyak nélküli, ún. hím-griff is. Testéből szárnyak helyett néha aranysugarak vagy tüskék nyúlnak ki. Néhány helyen két hosszú, egyenes szarvval is ábrázolják. Egyes angol szerzők a griff egyik fajtáját alce névvel illetik, erre azonban nem található tényleges címertani példa.
Kézai Simon krónikájában a griffek lakhelyét a „szkíták földjére” teszi. „Ama pusztaság hegyeiben (Szittyaország) kristály található, és a griffek fészkelnek ott és ott költik ki fiókáikat a legisfalk madarak, melyeket magyarul kerecsennek hívnak”.
Szabados György történész – Demény István Pál és Dümmerth Dezső kutatásai nyomán – azon következtetésre jutott, hogy a magyar mondákban szereplő turul a griffmadarat jelenti, aki nem teherbe ejti Emesét, hanem a már várandós asszonynak jelenik meg. Ily módon az eddig különbözőnek tartott magyar eredetmondák – az Attilától való leszármazás és a Turul-monda – egyesül, egymást kiegészíti.
A keleti mondavilágban egyébként az ilyen madarat Szimurgnak hívják és jellemző feladata a (később nagy sorsra hivatott) kisded őrzése, bajoktól megóvása.
A törökök és a perzsák a griffet, vagyis a szimurgot, és a többi „összetett állatot” sohasem tartották valódi lényeknek, mert tudták, hogy ezek a fejedelmek és a királyok jelképei, jelvényei.

## További ismertetők
- A griffről Csiribusz blogján